# Kirill Alexejewitsch Jewstignejew

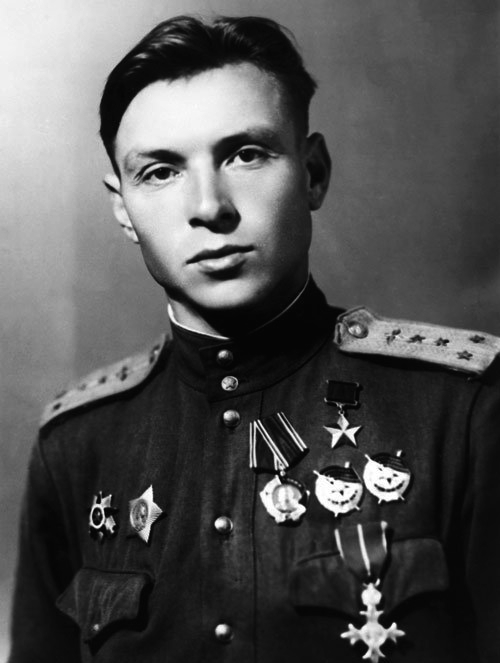
Kirill Jewstignejew 1945

Kirill Alexejewitsch Jewstignejew MBE (russisch Кирилл Алексеевич Евстигнеев; * 4. Februarjul. / 17. Februar 1917greg. in Chochly, Gouvernement Orenburg; † 29. August 1996) war ein sowjetischer Jagdflieger.

## Leben
Jewstignejew wurde in einer russischen Bauernfamilie geboren. Er arbeitete zunächst als Schmied dann wurde er Meister im Traktorenwerk Tscheljabinsk. 1941 schloss er die Militärfliegerschule in Buisk ab und arbeitete bis März 1943 als Fluglehrer für Jagdflieger, anschließend wurde er zum 240. Jagdfliegerregiment (IAP) versetzt. Im Deutsch-Sowjetischen Krieg, während der Schlacht im Kursker Bogen hatte er seine ersten Gefechtseinsätze. Schnell wurde er Kettenkommandeur und im August 1943 Staffelkommandeur im 240. IAP. Die Einheit erhielt am 2. Juli 1944 den Gardestatus und wurde in 178. Gw IAP umbenannt. Er flog Jagdflugzeuge vom Typ La-5 und unternahm etwa 300 Gefechtsflüge mit 120 Luftkämpfen, bei denen er 56 Flugzeuge abschoss.
Er war zweifacher Held der Sowjetunion (2. August 1944 und 23. Februar 1945), Träger des Leninordens, viermal des Rotbannerordens, des Suworow-Ordens 3. Klasse, des Ordens des Vaterländischen Krieges 1. und 2. Klasse und des Ordens Roter Stern sowie Member des Order of the British Empire. Zudem erwarb er das Klassifizierungsabzeichen eines Militärpiloten II. Klasse und zahlreiche Medaillen, darunter die Medaillen „Sieg über Deutschland“ und „Für die Einnahme Wiens“.
1943 wurde er Mitglied der Kommunistischen Allunions-Partei (Bolschewiki) (WKP(B)), der späteren KPdSU.
1960 absolvierte er die Generalstabsakademie und war in verschiedenen Stabsfunktionen tätig, bis er 1972 in die Reserve ging.